# ビッカース ウォーウィック
ビッカース ウォーウィック
- 用途：爆撃機・偵察機・輸送機
- 分類：爆撃機
- 製造者：ビッカース社
- 運用者

  -  イギリス（イギリス空軍、英国海外航空）
  -  南アフリカ連邦（南アフリカ空軍）等
- 初飛行：1939年8月13日
- 生産数：846機

ビッカース ウォーウィック（Vickers Warwick）は、第二次世界大戦中にイギリス空軍で使用されたビッカース社製の双発の航空機である。ウェリントン爆撃機の後継機として開発されたが性能不足だったため、偵察、輸送、海難救助の任務に転用され、第二次世界大戦終結後もこれらの任務で使用された。
なお、機名の Warwick はイングランドのウォリックシャーにある都市ウォリックの名前に由来するので、発音に近い片仮名表記はウォリックであるが、難読であったこともあり、日本語文献ではウォーウィックあるいはワーウィック等と記されている。

## 概要
1935年にイギリス空軍より出された次期双発爆撃機の仕様に従って、ビッカース社で開発されたのが、ウォーウィックである。前作のウェリントン同様大圏構造を採用し、全体にウェリントンのスケールアップ型ともいえる機体であった。試作1号機は1939年8月に初飛行したが、搭載していたエンジンが悪名高い「ロールス・ロイス ヴァルチャー」だったため満足に飛行できず、エンジンを換装することとなった。しかし代わりのエンジンの選定に手間取り、P&W R-2800ダブルワスプを搭載した最初の生産型であるMK.1が生産されたのは1942年12月になった。このころには、本機の速度や武装では第一線の爆撃機として使用できなくなっていたため、空軍では本機を海上救難任務に使用することにした。
MK.2以降の型は強力なブリストル セントーラスエンジンを搭載し、それなりに安定した性能を示したため、後方任務に幅広く使用された。MK.2、MK.5は偵察型、MK.3は輸送型であった。総生産機数は839機である。

## スペック
- 全長：21.5 m
- 全幅：29.5 m
- 全高：5.64 m
- 全備重量：22,600 kg

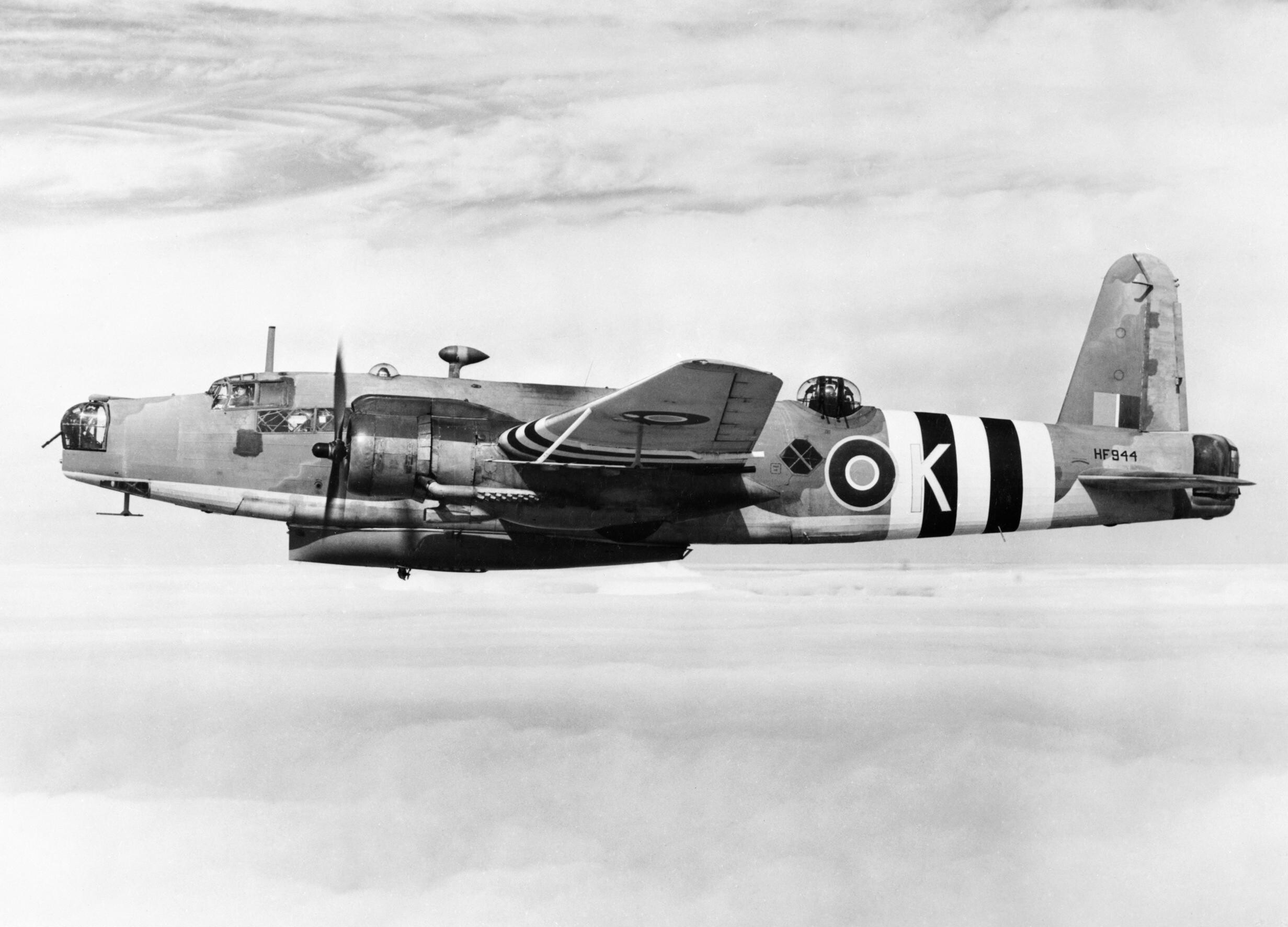
Warwick ASR Mark I

- エンジン：ブリストル・セントーラス7 空冷星型18気筒 2,520 hp×2
- 最大速度：468 km/h
- 武装
  - 爆弾900 kg
  - 7.7 mm機銃×4
  - 12.7 mm機銃×1
- 乗員 6名